# 西域都護
西域都護（せいいきとご、さいいきとご）は、西域を統括した中国の官職である。
前漢の宣帝の地節2年（紀元前68年）、漢から西域に派遣されていた鄭吉が車師を屈服させると、漢は鄭吉を「護鄯善以西南道」（西域南道の監督役）とした。
その後、宣帝の神爵3年（紀元前59年）に匈奴の日逐王を降伏させたことで、鄭吉は「護車師以西北道」にも併せて任じられ、西域の南北両道全てを統括することになり、「西域都護」（「都」は大きい、全て、という意味）と称されるようになった。これが西域都護の由来である。
西域都尉は加官であり、本官は騎都尉（秩禄比二千石）や諫大夫（秩禄比八百石）であった。副官として副校尉（秩禄比二千石）が置かれ、丞1人、司馬2人、候2人、千人2人が属した。西域の中央部である烏塁城に都護府を置き、西域36国を鎮撫し、諸国に号令をかけた。
後漢においては漢が西域への軍事的影響力を保持できず、しばしば廃止と設置を繰り返した。

## 歴代西域都護

### 前漢
- 鄭吉（前59年 - 前48年）
- 韓宣（前48年 - 前45年）
- 甘延寿（前36年 - 前33年）
- 段会宗（前33年 - 前30年）
- 廉褒（前30年 - 前27年）
- 韓立（? - 前22年）
- 段会宗（前21年 - 前18年）…再任
- 郭舜（前15年 - 前12年）
- 孫建（前12年 - 前9年）
- 但欽（1年 - 13年）

### 新
- 但欽（1年 - 13年）- 反逆した焉耆によって攻め殺される。
- 李崇（13年 - 23年）

### 後漢
- 莎車王賢 - 大都護を僭称。
- 陳睦（74年 - 75年）- 焉耆と亀茲によって攻め殺される。
- 班超（91年 - 102年）- 侵攻してきたクシャーナ朝を撃退する。
- 任尚（102年 - 106年）
- 段禧（106年 - 107年）